# آنتونی گیدنز
آنتونی گیدِنز (به انگلیسی: Anthony Giddens) (زاده ۱۸ ژانویه ۱۹۳۸) از مشهورترین جامعه‌شناسان بریتانیایی است.
گیدنز در محافل علمی و آکادمیک و برای اهل جامعه‌شناسی بیش از همه به دلیل نظریه ساختاربندی و نگاه کل‌نگرانه به جامعه‌های مدرن شناخته می‌شود. به‌درستی او را به عنوان برجسته‌ترین و شناخته‌شده‌ترین کسی از میان افراد زنده می‌شناسند که به علم جامعه‌شناسی چیزهایی افزوده‌است. آثارش که دست‌کم به ۳۴ کتاب و بیش از ۲۰۰ مقاله می‌رسد، به عنوان کتاب‌های درسی در دانشگاه‌ها و دانشکده‌های سرتاسر جهان آموزش داده می‌شوند. این شاید به خاطر لحن و ادبیات ساده و همه‌فهم گیدنز است که بنا دارد پیچیده‌ترین مفاهیم را به ساده‌ترین شکل بیان کند. او به همین‌خاطر عنوان بهترین سخن‌ران یا بهترین استاد دانشگاه سال را هم در سابقه‌اش دارد.
این نظریه‌پرداز مطرح و مؤثر در جامعه امروز بریتانیا، در ادمونتون لندن به دنیا آمد؛ در خانواده‌ای پایین‌تر از یک خانواده طبقهٔ ‌متوسط. او پسر یک کارمند اداره حمل‌ونقل عمومی لندن بود. گیدنز اولین فرد خانواده‌اش بود که به دانشگاه راه پیدا کرد. او نخستین مدرک دانشگاهی‌اش را از دانشگاه هال، مدرک کارشناسی‌ارشدش را از مدرسه علوم اقتصادی و سیاسی لندن (LSE) و دکترایش را از کمبریج گرفته‌است.
گیدنز از بنیان‌گذاران انتشارات پولیتی (یکی از عمده‌ترین انتشارات در زمینه علوم‌اجتماعی) در سال ۱۹۸۵ بوده‌ است. او در فاصله سال‌های ۱۹۹۷ تا ۲۰۰۳ ریاست LSE را بر عهده داشت و عضو شورای مشورتی بنیاد تحقیقات خط مشی عمومی بریتانیا بوده‌است. او همچنین در دوره نخست‌وزیری تونی بلر، مشاور وی بوده و از قرار معلوم همچنان هم مشاور نخست‌وزیری بریتانیا است. به باور خیلی از تحلیل‌گران، نظریه راه سوم گیدنز بوده که جهت‌گیری سیاسی و اقتصادی تونی بلر و همچنین بیل کلینتون را رقم زده‌است. او در این نظریه، در پی جُستن راهی میانه بین اندیشه‌های اقتصادی چپ و راست است؛ راهی که شاید به نظر دست‌نیافتنی برسد اما راه‌گشای سیاست‌های معاصر دو تا از مؤثرترین دولت‌های معاصر جهان بوده‌است. گیدنز از سیاست راه سوم سخن می‌گوید و کتابی با همین عنوان در سال‌1999 منتشر کرده است. 
آنتونی گیدنز فعالیت‌های دیگری هم داشته که چهره او را به یک آکادمیسین علوم‌اجتماعی فعال و کنش‌گر در عرصه‌های اجتماعی و سیاسی تبدیل کرده‌است؛ برخلاف خیلی از همکاران معاصر یا فقید خود در عرصه مطالعات اجتماعی. گیدنز یک چهره مطرح و رسانه ای در سیاست بریتانیاست. او با حضورش در رسانه‌های دیداری و شنیداری و همچنین با مقاله‌هایی که عمدتاً در New Statesman نوشته، همواره به عنوان حامی جناح چپ میانه حزب کارگر بریتانیا شناخته شده‌است. در سال ۲۰۰۴ به گیدنز مقام اشرافی مادام‌العمر بارون داده شد و از آن پس بارون گیدنز از جانب حزب کارگر در مجلس لردهای (اعیان) بریتانیا نشسته‌است.
آنتونی گیدنز پیشاهنگ جامعه‌شناسی بومی بریتانیا و آرزومند قالب بندی دوباره نظریه اجتماعی و بازسنجی درک ما از مدرنیته است. با ۳۴ کتاب به ۲۹ زبان و ۲۰۰ مقاله ازنظر مرجع به آثار، نفر پنجم است. تقریباً همه معاصران را نقد کرده و در علوم‌اجتماعی خرد و کلان زبانزد عام و خاص است. صاحب نظر در انسان‌شناسی، امور اقتصادی، سیاسی، تاریخ، فلسفی، باستانشناسی، روانشناسی و… است.

## زندگی دانشگاهی
- نخست، تلاش برای بازخوانی نظری و روش شناسانه نظریه‌های جامعه‌شناسی و نقد تفاسیر موجود کلاسیک (کاپیتالیسم و نظریه اجتماعی مدرن ۱۹۷۱-قواعد جدید روش جامعه شناسانه ۱۹۷۶)
- دوم، تدوین نظریه ساختاربندی و تحلیل رابطه عامل و ساختار در جامعه که به هیچ‌ یک برتری نمی‌دهد (مسأله اصلی نظریه اجتماعی ۱۹۷۹ و نهاد اجتماعی ۱۹۸۴) که باعث شهرت جهانی‌اش شد.
- سوم، مدرنیته، جهانی‌سازی و سیاست و به ویژه تأثیر مدرنیته بر زندگی فردی و اجتماعی.

او از طریق نقد پست مدرنیته و طرح بحث راه سوم آرمان شهر واقعیت گرا در امور سیاسی به این مرحله وارد شده‌است.(نتایج مدرنیته ۱۹۹۰، مدرنیته و خود هویتی ۱۹۹۱، تغییر شکل امور محرمانه ۱۹۹۲، ورای چپ و راست۱۹۹۴، راه سوم: نوسازی دموکراسی اجتماعی ۱۹۹۸)
او در نقد عقاید وبر، مارکس و دورکیم که در راستای تلاشش برای بازتدوین نظریه‌اجتماعی مدرن صورت می‌گیرد، باورمند است که آن‌ها مانند هم تنها به دنبال کردن رابطه کاپیتالیسم و زندگی اجتماعی پرداخته‌اند. از آنجا که او منتقد تحول گرایی و ماتریالیسم تاریخی است می‌کوشد بر نقش ساختارهای اجتماعی قدرت، مدرنیته و نهادها در شکل‌دهی به تحولات امروزی تأکید کند. وی باورمند است که جامعه‌شناسی به عنوان مطالعه نهادهای اجتماعی ایجادکننده تغییر و تحول صنعتی دو سه سده اخیر تعریف می‌شود. گیدنز بر فرد و انگیزه‌هایش و کنش قابل تفسیر او در برابر ساختارها تأکید دارد. او از ساختار دوگانه یا دوگانگی ساختار اجتماعی در تعیین واقعیت‌اجتماعی سخن می‌گوید یعنی انسان نیز دارای اختیار و آزادی عمل است.

## اطلاعات، دولت-ملت و نظارت
آنتونی گیدنز در نظریه‌پردازی‌های خود به پدیده دولت-ملت توجه خاصی نشان می‌دهد. او معتقد است که زندگی حقوقی، فرهنگی، اجتماعی و اقتصادی امروز بدون دولت-ملت معنا ندارد. دولت ملت سیاست‌های‌مالی و راهبردهای آموزشی و قوانین امروزی و بسیاری از تحولات را ایجاد کرده‌است. دولت ملت‌ها بیش از دوسده عمر ندارند و همه دولت ملت‌ها دچار تناقض و معارضه‌اند و توسط اقلیت‌های‌قومی و نژادی تهدید می‌شوند.
سه جنبه دولت ملت قابل توجه ویژه‌است:
نخست: دولت-ملت‌ها واحدهای اصلی تشکیل دهنده دنیای امروزند.
دوم:اکثریت آن‌ها درشرایط جنگ به وجود آمده و همه آن‌ها از طریق آمادگی دفاعی به هستی خود ادامه می‌دهند.
سوم: جنگ/ دفاع مدرن به صورت قاطعانه تر با درگیری سطوح گسترده‌تری از جامعه در جنگ ملازمه دارد.
گیدنز این امر را در الزام جامعه شناسان به توجه هرچه بیشتر به نقش دولت مدرن در شکل‌دهی به دنیای امروز مهم دانسته و خطرات افزایش نظارت‌های دولتی را برمی‌شمارد.
گیدنز همچنین درانتقاد از معتقدین به جامعه اطلاعاتی می‌گوید:جوامع مدرن از آغاز تشکیلشان جامعه اطلاعاتی بوده‌اند. تنها تفاوت این است که ما امروز در عصر مدرنیته عالی (متعالی) به سرمی بریم و تزهای نیروی محرکه سرمایه‌داری مارکس، صنعتگرایی دورکیم وخردگرایی وبر نمی‌توانند به لحاظ نظری شرایط امروزی ما را توضیح دهند.
گیدنز نظارت و خشونت، جنگ و دولت – ملت را کلید توسعه دنیای معاصر می‌داند. اطلاعات درمرکز همه این توسعه هاست. از نظر گیدنز سازمان و مراقبت دوقلوهای به هم چسبیده‌ای هستند که تحولات امروز مارا بهتر شرح می‌دهند. گسترش فوق‌العاده سازمان‌های اجتماعی نوین به اتکای اطلاعات که تحول در سیستم بهداشت، فروشگاه‌ها، تنوع غذایی، میوه‌های چهارفصل، پوشاک و… حمل ونقل، آب و برق و برنامه‌ریزی درسراسر زندگی، آموزش و پروش و سازمان‌های دولتی و غیردولتی بسیاری را در پی داشته‌است همراه با تلاش‌های وسیع در کسب آمادگی دفاعی که کشتار جمعی سیستماتیک محصول آن است، وضعیت کنونی را به وجود آورده‌اند.
از نظر گیدنز استقرار و حفظ دموکراسی و حقوق شهروندی و حفظ امنیت شهروندان نیازمند گردآوری اطلاعات کامل از آنان است. برقراری حقوق اجتماعی؛ حق رأی، گذرنامه، پوشش‌های بهداشتی و آموزش و پرورش و… بدون کسب اطلاعات میسر نیست. در عین حال تأمین این حقوق با گردآوری بدون حد و مرز اطلاعات از شهروندان توسط دولت و سپس گردانندگان سپهر اقتصادی همراه است. در اینجا می‌توان با اشاره به کار فرانک وبستر و تفکیکی که او میان تفرد افراد و فردیت افراد قائل می‌شود دل مشغولی گیدنز را توضیح داد. تفرد به وضعیتی برمی گردد که در آن افراد از یکدیگر تمیز داده می‌شوند. شناسایی افراد از طریق پیشینه فردی، نام، تاریخ تولد، محل سکونت، سوابق شغلی، مدارک تحصیلی و… فردیت به آزادی‌های فردی، حقوق شهروندی و اختیار انسان در تعیین سرنوشت و سبک زندگی خود و برخورداری از حقوق و امتیازات اجتماعی سیاسی و فرهنگی و… مربوط است. پارادوکس این است که هرچه دربارهٔ افراد بیشتربدانیم آزادی آن‌ها بیشتر در معرض تهدید است. این اطلاعات می‌تواند توسط دولتی‌ها و کسانی که قدرت دارند مورد سوء استفاده قرار گیرد. کارت‌های اعتباری و بیمه دارای اطلاعات ذی‌قیمت هستند. دولت، پلیس و تولیدکنندگان کالاها به این اطلاعات نیاز شدید دارند و در عین حال می‌توانند از طریق کسب این اطلاعات آزادی‌های فردی (حق حفظ حریم شخصی) او را به خطر بیندازند.

## سیاست زندگی
یکی از مهمترین مفاهیم در نظریه آنتونی گیدنز، مفهوم سیاست زندگی است. سیاست زندگی، یک سیاست خودتحقق بخشی است که به دلیل بازتابی و بازاندیشانه بودن، بدن و خود را به سیستم گستره جهانی متصل نموده است. این به نوعی یک سیاست سبک زندگی است که به آن موضوعات سیاسی توجه می‌کند که از فرایندهای خودتحقق‌بخشی در بستر پساسنتی سرچشمه می‌گیرد و در آن، تصمیمات سیاسی از آزادی انتخاب و قدرت مولد سرچشمه می‌گیرد. جنبش‌های زنان یکی از مصادیق مهم این نوع سیاست محسوب می‌شود. از این منظر، امر شخصی، امری سیاسی است. این نوع سیاست، پرسش‌‌های اخلاقی و وجودی را که نهادهای اصلی تجدد سرکوب کرده بودند، از نو به میدان می‌کشد و برجسته می‌کند و به تعبیر دیگر این سیاست، راه بازگشت به سوال‌های سرکوب شده است. بر این اساس، در سطح زندگی روزمره و همچنین در مبارزات جمعی، مسایل اخلاقی/وجودی، به صورت فعال بازیابی می‌شوند و در ردیف اول بحث‌های همگانی قرار می‌گیرند. این سوالات صرفاً منحصر به بقای انسانی بر کره زمین نیست بلکه بیشتر به این پرسش مربوط می‌شود که کل هستی را چگونه باید درک کرد و زندگی نمود.

## افتخارات
گیدنز در ۱۶ ژوئن سال ۲۰۰۴ به عنوان افتخاری بارون گیدنز از منطقه ساوت‌گیت در بخش انفیلد لندن برگزیده شد و در مجلس اعیان به عنوان عضو انتصابی حزب کارگر نشسته است.
او در سال ۱۹۹۳ به عضویت در آکادمی اروپا انتخاب شد. وی همچنین عضو آکادمی علوم و هنر آمریکا و آکادمی علوم اجتماعی چین نیز می‌باشد. در سال ۱۹۹۹، او توسط دولت پرتغال نشان صلیب بزرگ شاهزاده هنری دریانورد را دریافت کرد.
گیدنز در سال ۲۰۰۲ جایزه شاهزاده آستوریاس را به پاس فعالیت‌هایش در رشته علوم اجتماعی دریافت کرد. در ژوئن ۲۰۲۰ اعلام شد که به گیدنز کرسی و جایزه Arne Naess در دانشگاه اسلو نروژ، به منظور قدردانی از مشارکت وی در مطالعه مسائل زیست محیطی و تغییرات آب و هوایی اهدا خواهد شد. دارندگان قبلی این کرسی عبارتند از: جیمز لاولاک، دیوید اسلون ویلسون و اوا جولی.
گیدنز همچنین دارای بیش از ۱۵ مدرک افتخاری از دانشگاه های مختلف است، از جمله مدارک افتخاری اخیر از دانشگاه یاگیلونیای لهستان (۲۰۱۵)، دانشگاه استرالیای جنوبی (۲۰۱۶)، دانشگاه گلداسمیت لندن (۲۰۱۶) و دانشگاه لینگ نان هنگ کنگ (۲۰۱۷).